# Metaschizotherium
Metaschizotherium — це вимерлий рід, який належить до родини Chalicotheriidae, яка була групою травоїдних непарнопалих ссавців. Хоча знайдені в основному в Європі, фрагментарні останки свідчать про те, що їх ареал поширювався в Азію.
Кілька інших видів були описані в Metaschizotherium в минулому, включаючи африканський M. transvaalensis, але вони були перенесені в інші роди, такі як Ancylotherium. Весь рід вважався синонімом Ancylotherium у минулому, але зараз вони, як правило, вважаються різними.
Цей рід, як правило, пов'язаний із закритими вологими лісами, де він харчувався відносно м'яким листям і пагонами порівняно з більш абразивною їжею з гілок і кори.